# Bargermeer
Bargermeer is een verzameling van bedrijventerreinen in de Drentse stad Emmen. Een gelijknamige woonbuurt is onderdeel van de wijk Noordbarge.
Ooit was het Bargermeer daadwerkelijk een meer, gelegen tussen Noordbarge en Zuidbarge. Tegenwoordig ligt op de voormalige plaats van het meer het grootste bedrijventerrein van Noord-Nederland. Het terrein bestaat uit de volgende onderdelen; Bargermeer-Noord, Bargermeer-Zuid (met meubelboulevard), Bedrijvenpark A37, Businesspark Eigenhaard, Emmtec Industry and Business Park, Nijbracht Center (met woonboulevard) en Oranjepoort.